# Rue Ferran (Barcelone)
La rue Ferran (en catalan: Carrer de Ferran) est une rue du Quartier gothique de Barcelone, parallèle à la mer, et qui est devenue l'une des rues emblématique de la ville. Depuis 1910, la rue relie la Rambla et la place Sant Jaume fruit d'un projet de la mairie de Barcelone en 1820-23 pour rejoindre la Rambla et le parc de la Ciutadella.
Initialement, la rue fut baptisée rue Ferran VII, du nom du roi Ferdinand VII d'Espagne qui régnait à cette époque, puis rebaptisée en 1910 rue Ferran.
La rue d'Avinyó, célèbre pour le tableau Les Demoiselles d'Avignon de Pablo Picasso, débouche sur la rue Ferran.